# Regione Europea della Gastronomia
Regione Europea della Gastronomia (in inglese: ERG - European Region Of Gastronomy) è un progetto  internazionale per la valorizzazione dei territori della gastronomia nel continente europeo. Coordinatore è l'IGCAT, "International Institute of Gastronomy, Culture, Arts and Tourism", organizzazione no profit fondata nel 2012. 
Per incentivare e consentire il raggiungimento degli obiettivi, il progetto prevede ogni anno l’assegnazione del titolo di "European Region of Gastronomy" a due o tre regioni della piattaforma. 
Regioni fondatrici: Aarhus (Danimarca), Marsiglia-Provenza (Francia), Lombardia (Italia), Riga-Gauja (Lettonia), Malta,  Brabante Settentrionale (Paesi Bassi), Minho (Portogallo), Sibiu (Romania), Catalogna (Spagna).

## Cronologia
- 2016: Catalogna (Spagna) e Minho (Portogallo);[2]
- 2017: Aarhus (Danimarca centrale); [3]
- 2018: Galway (Irlanda Occidentale) e North Brabant (Paesi Bassi);[4]
- 2019: Sibiu (Romania);[5]
- 2020: Kuopio (Finlandia);[6]
- 2021: Slovenia[7] e Coimbra;
- 2022: Minorca;[8]
- 2023: Hauts-de-France (Francia);[9]
- 2024: Saimaa (Finlandia);[10]
- 2025: Sicilia (Italia);[11]
- 2026: Quarnaro (Croazia).[12]